# HD 45572
HD 45572，又名CD-48 2308，SAO 217922、HR 2348，是一颗恒星，视星等为5.76，位于銀經256.45，銀緯-23.97，其B1900.0坐标为赤經6h 23m 4.7s，赤緯-48° -23.97′ 2″。